# Jefferson County (Indiana)
Jefferson County ist ein County im US-Bundesstaat Indiana der Vereinigten Staaten. Der Verwaltungssitz (County Seat) ist Madison.

## Geographie
Das County liegt im Südwesten von Indiana, grenzt im Süden an den Ohio River und damit an Kentucky und hat eine Fläche von 940 Quadratkilometern, wovon vier Quadratkilometer Wasserfläche sind. Es grenzt im Uhrzeigersinn an folgende Countys: Ripley County, Switzerland County, Carroll County (Kentucky), Trimble County (Kentucky), Clark County, Scott County und Jennings County.
Im County sind vier Städte als City statuiert: Brooksburg,
Dupont, Hanover sowie Madison.

## Geschichte

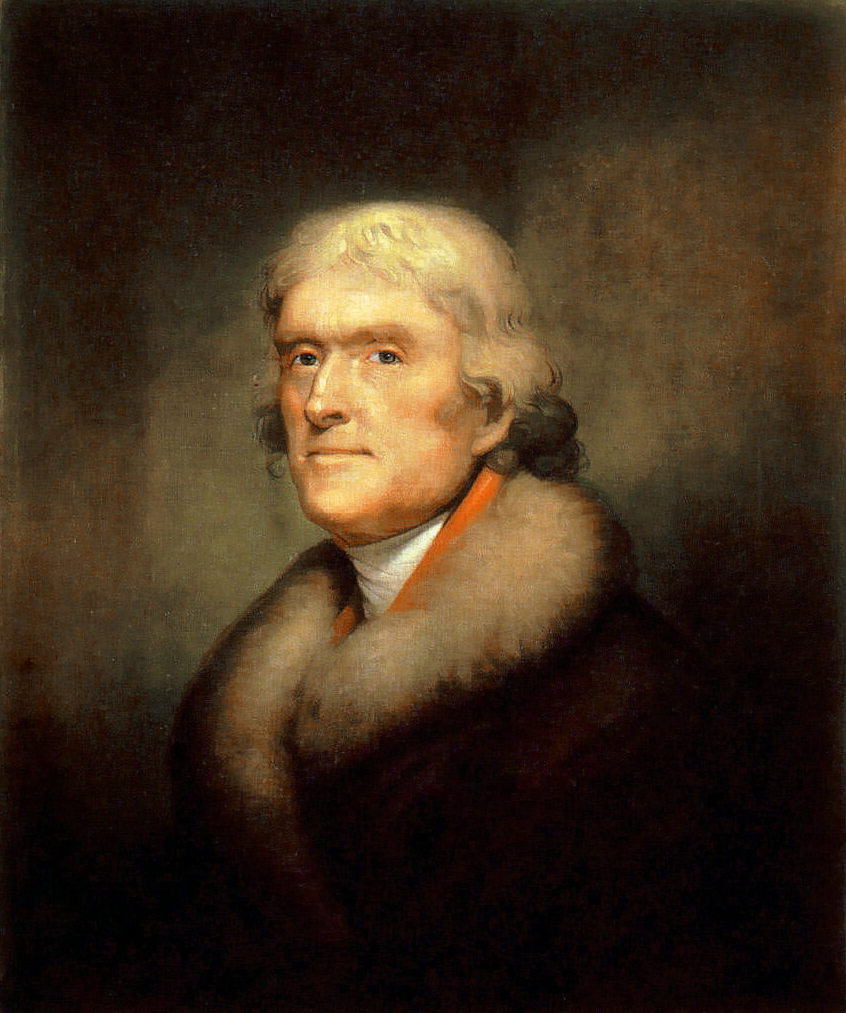
Thomas Jefferson

Jefferson County wurde am 23. November 1810 aus Teilen des Clark County und des Dearborn County gebildet. Benannt wurde es nach Thomas Jefferson, dem dritten Präsidenten der USA.

### Historische Objekte
- In Madison befindet sich das Madison Historic District. Dieser Historic District umfasst 1666 Gebäude und wurde am 25. Mai 1973 vom National Register of Historic Places als historisches Denkmal mit der Nummer 73000020 aufgenommen. Es ist ebenfalls im National Historic Landmark eingetragen.[2][3]
- Im Madison Historic District gibt es einige prominente Gebäude. Dazu gehört unter anderem das Charles L. Shrewsbury House (auch bekannt als Shrewsbury-Windle House). Das Mitte des 19. Jahrhunderts errichtete Haus und wurde am 19. April 1994 vom National Register of Historic Places sowie vom National Historic Landmark als historisches Monument mit der Nummer 94001190 aufgenommen.[2][4]

Im Jefferson County liegen außer dem Madison Historic District drei weitere  National Historic Landmarks, das Eleutherian College, die Lanier Mansion und das Charles L. Shrewsbury House. Insgesamt sind 11 Bauwerke und Stätten des Countys im National Register of Historic Places eingetragen (Stand 2. September 2017).

## Demografische Daten

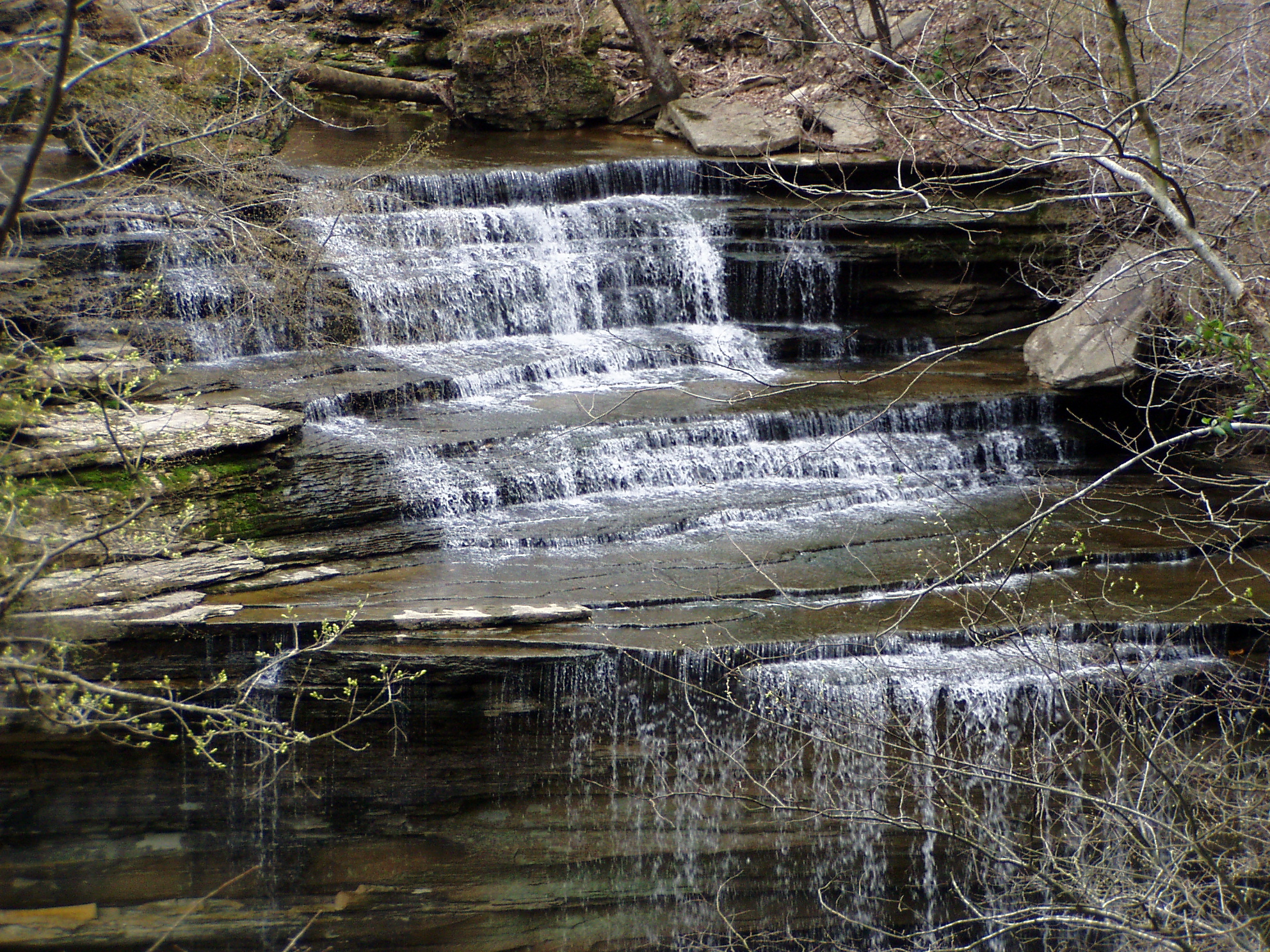
Clifty Falls im Clifty Falls State Park

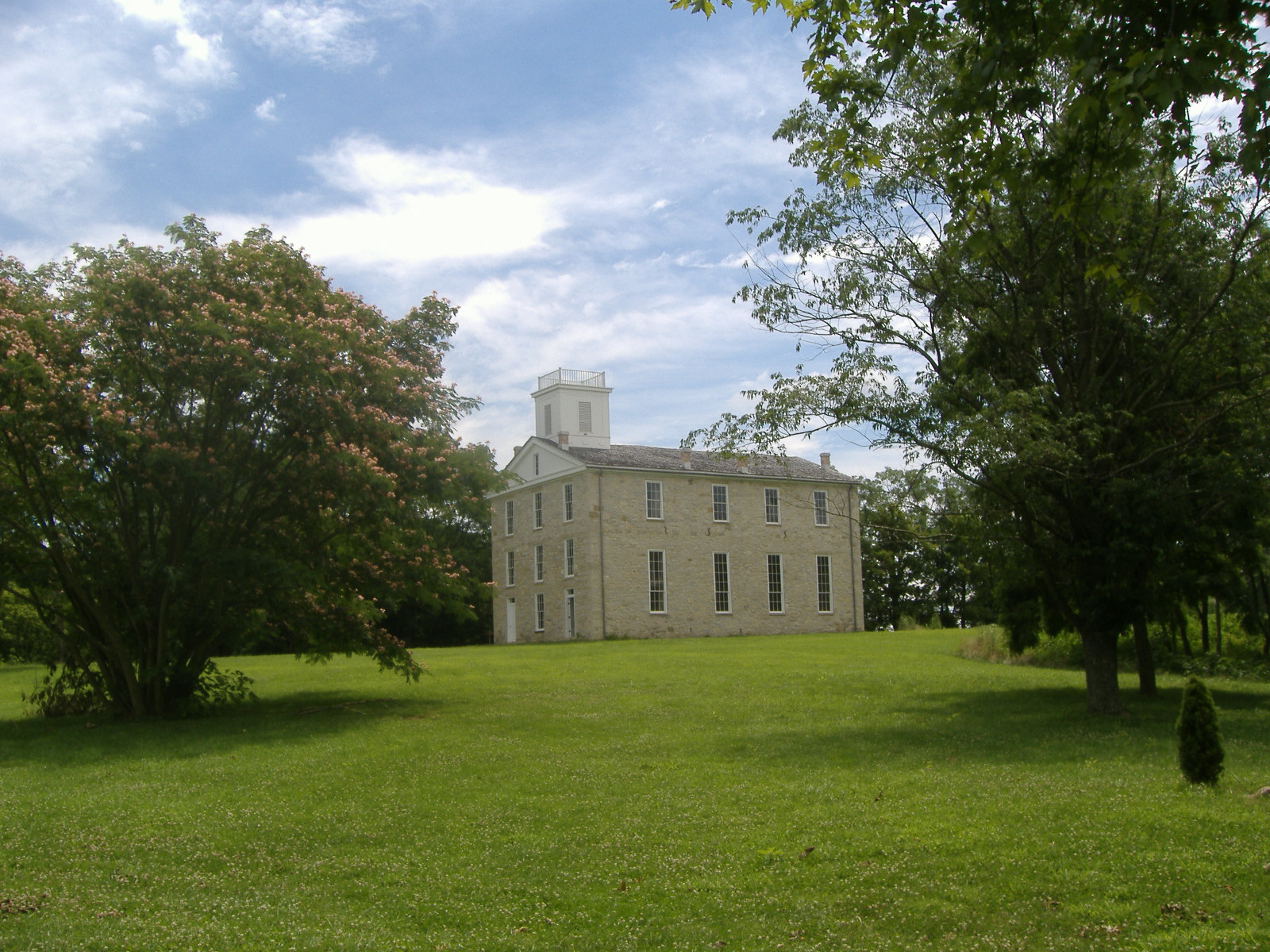
Das Eleutherian College in Lancaster

Nach der Volkszählung im Jahr 2000 lebten im Jefferson County 31.705 Menschen in 12.148 Haushalten und 8.430 Familien. Die Bevölkerungsdichte betrug 34 Einwohner pro Quadratkilometer. Ethnisch betrachtet setzte sich die Bevölkerung zusammen aus 96,19 Prozent Weißen, 1,45 Prozent Afroamerikanern, 0,24 Prozent amerikanischen Ureinwohnern, 0,59 Prozent Asiaten, 0,02 Prozent Bewohnern aus dem pazifischen Inselraum und 0,39 Prozent aus anderen ethnischen Gruppen; 1,12 Prozent stammten von zwei oder mehr Ethnien ab. 1,05 Prozent der Bevölkerung waren spanischer oder lateinamerikanischer Abstammung.
Von den 12.148 Haushalten hatten 32,0 Prozent Kinder unter 18 Jahre, die mit ihnen im Haushalt lebten. 55,0 Prozent waren verheiratete, zusammenlebende Paare, 10,6 Prozent waren allein erziehende Mütter und 30,6 Prozent waren keine Familien. 25,7 Prozent waren Singlehaushalte und in 10,1 Prozent lebten Menschen mit 65 Jahren oder darüber. Die Durchschnittshaushaltsgröße betrug 2,46 und die durchschnittliche Familiengröße lag bei 2,94 Personen.
24,4 Prozent der Bevölkerung waren unter 18 Jahre alt, 10,6 Prozent zwischen 18 und 24, 28,5 Prozent zwischen 25 und 44 Jahre. 23,4 Prozent zwischen 45 und 64 und 13,1 Prozent waren 65 Jahre alt oder älter. Das Durchschnittsalter betrug 37 Jahre. Auf 100 weibliche Personen kamen 98,1 männliche Personen. Auf 100 Frauen im Alter von 18 Jahren und darüber kamen 95,6 Männer.
Das jährliche Durchschnittseinkommen eines Haushalts betrug 38.189 USD, das Durchschnittseinkommen der Familien 45.712 USD. Männer hatten ein Durchschnittseinkommen von 31.618 USD, Frauen 22.033 USD. Das Prokopfeinkommen betrug 17.412 USD. 7,6 Prozent der Familien und 9,6 Prozent der Bevölkerung lebten unterhalb der Armutsgrenze.

## Orte im County
- Barbersville
- Belleview
- Brooksburg
- Bryantsburg
- Canaan
- Chelsea
- China
- Deputy
- Dupont
- Five Points
- Hanover
- Hanover Beach
- Kent
- Lancaster
- Madison
- Manville
- Middlefork
- Midway
- Neavill Grove
- North Madison
- Paris
- Paynesville
- Ringwald
- Saluda
- Smyrna
- Swanville
- Volga
- Wakefield
- Wirt

Townships
- Graham Township
- Hanover Township
- Lancaster Township
- Madison Township
- Milton Township
- Monroe Township
- Republican Township
- Saluda Township
- Shelby Township
- Smyrna Township